# Irinej
Irinej (serbisk kyrilliska: Иринеј), född som Miroslav Gavrilović (Мирослав Гавриловић) den 28 augusti 1930 i Čačak i dåvarande Kungariket Jugoslavien (i nuvarande Serbien), död 20 november 2020 i Belgrad i Serbien, var den 45:e patriarken över serbisk-ortodoxa kyrkan sedan den 22 januari 2010.

## Vägen till patriark
Efter studier i teologi i Belgrad gjorde Miroslav Gavrilović värnplikten, och avlade därefter (1959) munklöften varvid han antog namnet Irenej efter kyrkofadern Irenaeus (Irinej är den serbiska formen av samma namn). Han undervisade på seminarium och genomförde högre studier i Aten, Grekland, för att därefter bli ledare för klostret i Ostrog och rektor för prästseminariet i Prizren. 1974 vigdes han till biskop av Moravica och förflyttades året därefter till Niš där han stannade i 35 år. 
Efter patriark Pavles död valdes Irinej den 22 januari 2010 till hans efterträdare som patriark över serbisk-ortodoxa kyrkan.

## Död
Irinej diagnosticerades med Covid-19 den 4 november 2020 efter att ha smittats under en begravning och vårdades på ett militärsjukhus i Belgrad. Han avled den 20 november samma år. En tre dagars landssorg infördes också.

## Bilder

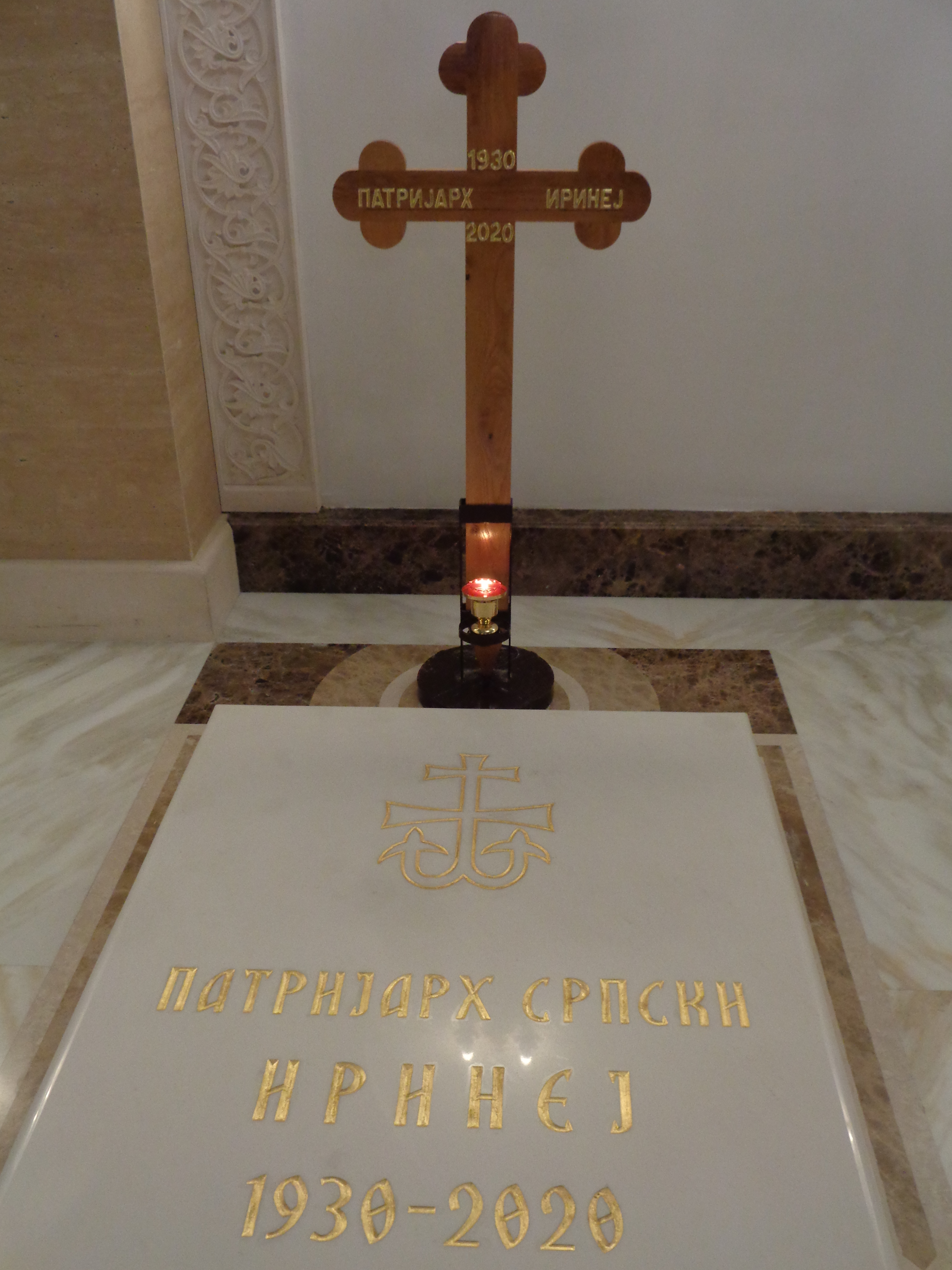
Irinejs grav i Sankt Savas kyrkas krypta i Belgrad, Serbien.
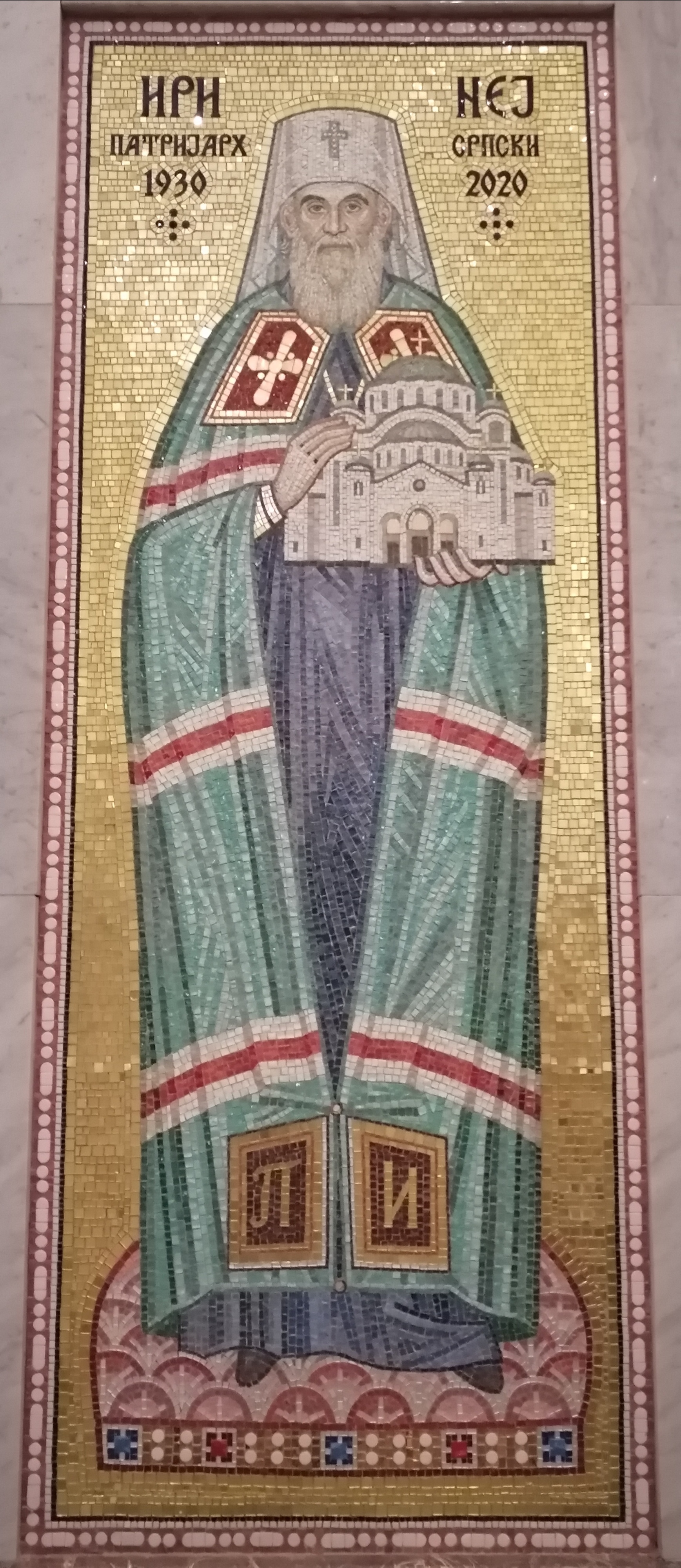
Mosaik föreställande Irinej i Sankt Savas kyrka.